# Rigoberto Campos
Rigoberto Yamal Campos Andrade (* 17. Oktober 1981 in Tecalitlán, Jalisco) ist ein ehemaliger mexikanischer Fußballspieler, der vorwiegend im defensiven Mittelfeld zum Einsatz kam.

## Leben
Campos begann seine fußballerische Laufbahn beim Club Tecalitlán, für den er in einer regionalen Amateurliga spielte. Später schloss er sich den in Guadalajara beheimateten Delfines de la Universidad del Atlántico an und kam von dort in den Nachwuchsbereich des Club Deportivo Guadalajara. Bei diesem Verein erhielt er auch seinen ersten Profivertrag und kam für ihn zu insgesamt fünf Einsätzen in der höchsten Spielklasse. 
2003 wechselte er zu den Tiburones Rojos Veracruz und ein Jahr später zu den UANL Tigres, in dessen erste Mannschaft er jedoch nie aufgenommen wurde, sondern zunächst mehrere Jahre für das Farmteam „Tigrillos“ spielte und in den Jahren 2008 und 2009 von dort an die Alacranes de Durango und Cruz Azul Hidalgo ausgeliehen wurde.